# Reichsamt für Agrarpolitik

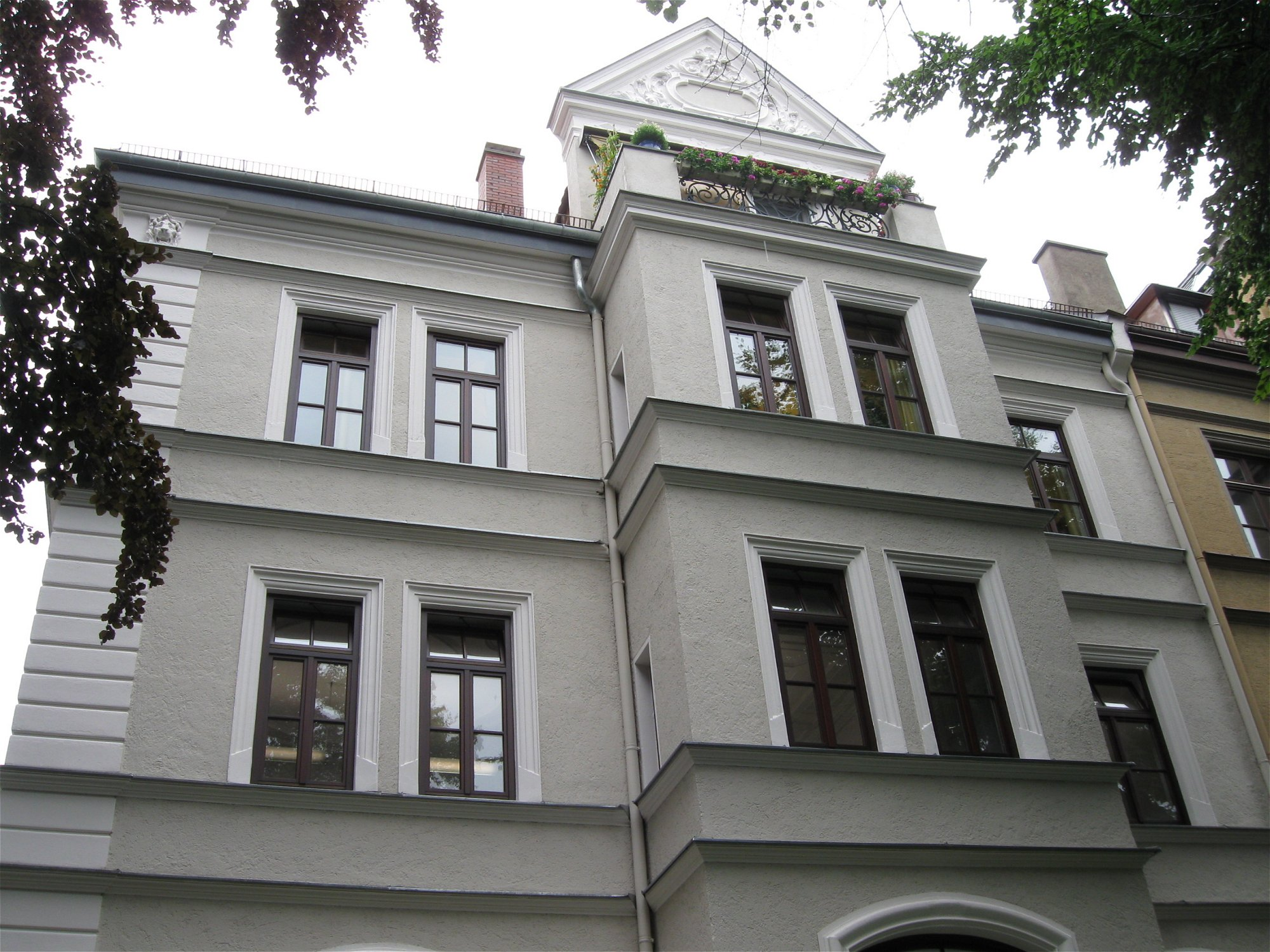
Das Reichsamt für Agrarpolitik befand sich am Bavariaring 21 in München. Das Foto zeigt die Fassade des Gebäudes im Jahr 2009.

Das Reichsamt für Agrarpolitik in München war eine politische Institution der NSDAP unter der Führung von Reichsernährungsminister Walther Darré und seinem Staatssekretär Herbert Backe. Es hatte die Aufgabe, in Zusammenarbeit mit dem Reichsministerium für Ernährung und Landwirtschaft den Reichsnährstand zu betreuen und zu führen.
Das Reichsamt ging im Jahre 1936 aus dem 1933 gegründeten Amt für Agrarpolitik hervor. Die organisatorischen Wurzeln, die zur Errichtung des Amtes führten, reichen bis in das Jahr 1930 zurück, als Darré mit dem Aufbau eines agrarpolitischen Apparats im gesamten Deutschen Reich begann. Dabei wurde eine große Zahl von „landwirtschaftlichen Fachberatern“ eingesetzt, die propagandistisch die agrarpolitischen Ziele der Partei verfolgten und nach der Machtergreifung als Bauernführer im Reichsnährstand tätig waren.
Nachdem Backe 1942 zum kommissarischen Leiter des Reichsamtes ernannt worden war, erhielt es die neue Bezeichnung Reichsamt für das Landvolk.

## Agrarpolitischer Apparat

### Planungen
Im Mai 1930, als die Aktivitäten der NSDAP in ländlichen Bevölkerungskreisen bis auf wenige Ausnahmen noch äußerst beschränkt waren, wurde Walter Darré als Berater in landwirtschaftlichen Fragen in die Reichsleitung der NSDAP berufen. Die zu diesem Zeitpunkt einsetzenden Bestrebungen der NSDAP, die eigene agrarpolitische Konzeption zu konkretisieren und in das propagandistische Kalkül mit einzubeziehen, waren mit der ursprünglich von August Georg Kenstler gefassten Idee verbunden, dass die Partei den landwirtschaftlichen Bereich auch organisatorisch erfassen müsse. Diesem Vorhaben, das durch Darré schon innerhalb eines Jahres wirksam umgesetzt werden konnte (nicht zuletzt durch die Unterwanderung des Reichslandbundes), ging 1929 der Plan von Darré, Kenstler und Hans Severus Ziegler voraus, in Weimar eine agrarpolitische Zentrale einzurichten, „um von dort aus eine über das ganze Reich sich ausdehnende Landvolkbewegung zu organisieren“. Mit seinem politischen Konzept, das im Kern die Eroberung des gesamten agrarischen Milieus auf der Grundlage einer massiven Einflussnahme auf die Willensbildung auf dem Lande zum Inhalt hatte, trat Darré sodann nicht in Weimar, sondern am 1. August 1930 in eine eigens für ihn geschaffene „Agrarpolitische Abteilung“ (APA) bei der NS-Reichsorganisationsleitung II in München an. Aus einer von ihm verfassten Denkschrift vom 15. August 1930 mit dem Titel „Entwurf für den Plan: Ausbau eines agrarpolitischen Netzes über das Reichsgebiet“ geht hervor, dass er sich eine Organisation wünschte, die die programmatischen Richtlinien der Partei „bis in den entlegensten Winkel des Reiches einheitlich propagiert“. Um diese Gleichschaltung zu gewährleisten, schlug er ferner vor, dass „jeder politische Leiter der NSDAP vom Gau bis zum Ort“ einen „landwirtschaftlichen Fachberater“ erhalten solle. Diese Fachberater hätten die Aufgabe, 1. ihre Vorgesetzten in der Politischen Organisation (PO) im politischen Tageskampf zu unterstützen und 2. ihre vor Ort gemachten Erfahrungen zu der von ihm geleiteten Münchener Abteilung Landwirtschaft der Reichsorganisationsabteilung II unter Konstantin Hierl zu berichten, damit das einlaufende Material „gesichtet“ und „als agrarpolitische Erfahrungstatsache des innenpolitischen Kampfes allen landwirtschaftlichen Fachberatern im Reich zugänglich“ gemacht werden könne. Darré konnte Hierl und die Reichsleitung überzeugen: Bereits am 21. August 1930 wurde damit begonnen, den Plan umzusetzen.

### Umsetzung
Die Umsetzung der Ideen von Darré erfolgte mit seiner Aufforderung an alle Gauleiter, bis zum 1. Oktober 1930 einen landwirtschaftlichen Fachberater zu berufen, wobei das Gleiche „nach Möglichkeit“ auch für die Bezirke gelten sollte. Vermutlich aus Kostengründen wurde Darrés in der Denkschrift formulierte Vorschlag abgelehnt, in jedem Gau einen „hauptamtlich angestellten landwirtschaftlichen Fachberater“ einzusetzen. Stattdessen sollte die von den Gauleitern vorzunehmende Auswahl bei als „zuverlässig erscheinenden“ Landwirten erfolgen, die ihre Tätigkeit als Fachberater ehrenamtlich auszuüben bereit waren. Gebunden war die Auswahl indessen an genaue Richtlinien, die von Darré und Hierl vorgegeben wurden. So konnte nur derjenige Fachberater werden, der das Vertrauen seiner Berufskollegen sowie der örtlichen politischen Leitung der NSDAP genoss. Weitere Bedingungen waren, dass der Fachberater der Landwirtschaft nahestand sowie geistig regsam und gewandt im Auftreten war, Letzteres insbesondere deshalb, weil er „sowohl Standesgenossen gegenüber die Parteifragen, wie Parteigenossen gegenüber die Landwirtschaftsfragen vertreten“ können müsse. Je nach Fähigkeit seien die Wirkungsbereiche „Ort“, „Kreis“, „Bezirk“ und „Gau“ gestaffelt festzulegen. Um zügig auf Presseangriffe reagieren zu können, sollte der landwirtschaftliche Fachberater zudem möglichst über „eine gewisse Gewandtheit auf schriftstellerischem Gebiet“ verfügen.
1931 war der seinerzeit so bezeichnete „agrarpolitische Apparat“ (aA) von Darré, dessen Zentralbüro von Darrés Studienfreund Richard Arauner geleitet wurde, soweit ausgebaut, dass die Landwirtschaftlichen Gaufachberater (LGF) in einem festen hierarchischen System der jeweiligen Zuständigkeiten im agrarpolitischen Bereich eingeordnet waren. An deren Spitze stand der Landwirtschaftliche Reichsleitungsfachberater (LRF), der den LGF unmittelbar vorgesetzt war. Den Gaufachberatern wiederum, denen allesamt eine Befehlsgewalt zugestanden wurde, unterstanden die Landwirtschaftlichen Bezirksfachberater (LBF), Landwirtschaftlichen Ortsgruppenfachberater (LOF), Abschnittsfachberater (AFB) sowie zahlreiche Landwirtschaftliche Vertrauensleute (LVL). Ab September 1931 wurden ferner Landesfachberater (LFB) eingesetzt, um strukturelle Unterschiede in der Bevölkerung hinsichtlich der Mentalität, Religionszugehörigkeit usw. in den größeren Gauen in den Griff zu bekommen. Der LFB hatte in dem Geflecht der Zuständigkeiten des aA die Aufgabe, die Zusammenarbeit zwischen den Gaufachberatern zu koordinieren. Abhängig davon, welche Position ein Fachberater in diesem System einnahm, war er – analog zur Politischen Organisation der NSDAP – dienstlich stets dem jeweiligen politischen Leiter unterstellt. Für den LGF bedeutete das konkret, dass er dem Gauleiter unterstand und idealerweise in enge Absprache mit ihm stehen sollte. Darüber hinaus erhielt der LGF seine Anweisungen vom LRF (Darré) und durfte – unabhängig vom Gauleiter – auf direktem Wege mit der APA in München korrespondieren. Um einen eindeutigen Befehlsfluss zu gewährleisten, hatten die LBF, LKF, LOF und LVL von den örtlichen Parteidienststellen zudem keine Anweisungen entgegenzunehmen, sondern allein vom LGF.
Nach den Landwirtschaftskammerwahlen vom 18. Dezember 1931 wurde Werner Willikens, der Stellvertreter von Darré im aA, ins Präsidium des Reichlandbundes gewählt, so dass fortan die NSDAP einen direkten Einfluss auf den Bund ausüben konnte. Die Strategie der Partei zielte vor allem darauf ab, Personen für ihre Interessen zu gewinnen, die in der bäuerlichen Bevölkerung über ein hohes Ansehen verfügten. Diese wiederum sollten die NSDAP gesellschaftsfähig und somit wählbar machen, gleichsam als „Öffner“ des bäuerlichen Milieus dienen. Aus einem Sonderrundschreiben Darrés über „Richtlinien für den Wahlkampf auf dem Lande“ vom 24. August 1932 geht hervor, dass er dabei bewusst nicht auf monotone Phrasen und abstoßende Beschimpfung des politischen Gegners setzte, sondern auf inoffizielle, unaufdringliche Gespräche von Nachbar zu Nachbar und Bauer zu Bauer, da sich der Landwirt „eben in Ruhe über das ihn beschäftigende Problem besprechen und aussprechen“ wolle. Ins Zentrum stellte er deshalb „die Kleinarbeit, die Werbung von Mund zu Mund“. Etwa Mitte 1932 war das Netz der landwirtschaftlichen Fachberater bereits so groß, dass ihre Zahl nach einer Schätzung des Historikers Wolfram Pyta rund 10.000 Mitarbeiter betrug. An dieses Kader reichten weder quantitativ noch qualitativ andere politische Parteien heran. Als Objekte der politischen Agitation wurden selbst entlegene Weiler nicht ausgespart.
Sowohl die Ausdehnung der aA als auch die Bedeutsamkeit der Stellung, die ein Gaufachberater innerhalb des aA einnehmen konnte, wird an dem Beispiel des LGF im Gau Sachsen, Helmut Körner, deutlich. Im Jahr 1932 arbeiteten unter Körner 34 Kreisfachberater sowie rund 1100 LVL und 40 landwirtschaftliche Redner. In der Gauleitung Sachsen gab es ferner eine Abteilung Landwirtschaft, in der neun Hilfsreferenten und sieben Sachbearbeiter beschäftigt waren. Einer der Hilfsreferenten war für den journalistischen Tageskampf zuständig, wobei er die Provinzpresse mit agitatorischen Beiträgen und gegebenenfalls mit publizistischen Gegenangriffen versorgte. Die Sachbearbeiter waren unter anderen für das landwirtschaftliche Genossenschaftswesen, für Kammerfragen und den Landbund zuständig. Körner schrieb in einem Bericht: „Der gesamte Apparat ist stark zentralisiert und ich kann wohl sagen, daß agrarpolitisch nichts in Sachsen geschieht, von dem ich nicht sofort Kenntnis erhalten würde. Der Gegner wird also vollkommen überwacht. Andererseits ist es mir natürlich auch möglich, die gesamte Landwirtschaft Sachsens binnen 24 Stunden mit einer bestimmten Meldung zu versehen und entsprechende Pfeile zu verschießen. Die guten Verbindungen, die ich mir geschaffen habe, verschaffen mir einen Blick in alle landwirtschaftlichen Organisationen Sachsens und sogar hinauf bis ins Wirtschafts-Ministerium, Abt. Landwirtschaft…“

## Vom Amt zum Reichsamt

### Amt für Agrarpolitik
Die wesentlich auf Darré zurückzuführenden Arbeiten am Aufbau des aA führten noch vor der „Machtergreifung“ am 14. Dezember 1932 zur Einrichtung des „Amt für Agrarpolitik“, das unter die Leitung von Darré gestellt wurde. Die Arbeit des Amtes konzentrierte sich insbesondere auf die Führung und Betreuung des Reichsnährstandes und die Bauerngesetzgebung. Der agrarpolitische Apparat wurde in die Abteilung „Personal und Organisation“ integriert. Ferner bestand das Amt für Agrarpolitik aus den Abteilungen „Agrarwirtschaft“, „Presse und Werbung“, „Bauernschulung“, „Bauernkultur“, „Siedlung“, „Bauernrecht“, „Landarbeiterfragen“ und „Blutsfragen des deutschen Bauerntums“. Nachdem Darré im April 1933 zum Reichsbauernführer ernannt wurde, siedelte er gegen Ende des Monats zusammen mit Erwin Metzner (Abteilung Bauernkultur), Wirtschaftsberater Hermann Reischle und anderen Mitarbeitern nach Berlin über. Von Berlin aus wurde das Amt für Agrarpolitik vorerst stillgelegt, bis Darré – nach der politischen Ausschaltung von Alfred Hugenberg – im August 1933 gleichsam zum Reichsernährungsminister ernannt wurde. Eine besondere Bedeutung kam seit 1931 Herbert Backe zu, der Darré nunmehr als Staatssekretär zur Seite stand. Backes Ideen prägten die für den aA entwickelten Gedanken, insbesondere hinsichtlich einer grundsätzlichen Konzeption für die Sanierung der Landwirtschaft, stark mit und wurden im Laufe der Zeit methodisch Schritt für Schritt in die Tat umgesetzt. Hinsichtlich des im Rahmen der NS-Agrarpolitik angestrebten Autarkieideals verfolgte Backe einen pragmatischen Kurs.
Die von Darré festgelegte zweiseitige Abhängigkeit der Funktionäre des agrarpolitischen Apparats führte vor allem auf der Gauebene zu einem Spannungsfeld. Einerseits behielten die politischen Leiter der Partei auf der Gau- und Kreisebene zwar das Recht, „aber auch die Pflicht, landwirtschaftliche Fachberater in Vorschlag zu bringen“, deren Ernennung sich Adolf Hitler vorbehielt. Andererseits hatte Darré Wert auf die Herausbildung eines Korpsgeistes im Rahmen einer streng hierarchisch verstanden Gefolgschafts-Ordnung gelegt, was die Eingliederung seiner Funktionärskader in das Parteigefüge erschwerte. Die aus diesem Spannungsfeld resultierenden Kompetenzüberschneidungen, Unstimmigkeiten und innerparteilichen Konflikte führten so weit, dass der aA als Sonderorganisation im Parteigefüge und als „Nebenregierung“ verdächtigt wurde. Zugespitzt hatten sich die Konflikte infolge der Strasser-Krise, die Anfang 1933 dazu führte, dass das Amt für Agrarpolitik aus der Abhängigkeit von der Reichsorganisationsabteilung befreit und Hitler unmittelbar unterstellt wurde. Der innerparteiliche Konflikt wurde in der Nachfolgezeit dadurch verschärft, dass die Landwirtschaftlichen Gau- und Kreisfachberater das zum Reichsnährstand (RNST) gehörende Amt des Landes- bzw. Kreisbauernführers in Personalunion ausübten. Mit dieser Politik der Personalunion von Parteiamt und halbstaatlicher Funktion sollte bewusst die von Hitler am 2. Januar 1933 erlassene Verfügung umgangen werden, nach der der PO eine personalpolitische Mitbestimmungsbefugnis im RNST zugestanden wurde. Auf diese Weise wurden die Konflikte der Mitglieder des agrarpolitischen Apparats mit den Gauleitern und der PO auf den RNST übertragen und aufgrund dessen Status als Körperschaft des öffentlichen Rechts verstärkt.

### Reichsamt für Agrarpolitik
Die Geschichte des Amt für Agrarpolitik war von einem Aufstieg des RNST begleitet, der 1936 mit dem Versuch endete, Darré politisch zu stürzen. In jenem Jahr, 1936, erhielt das Amt für Agrarpolitik die neue Bezeichnung „Reichsamt für Agrarpolitik“. Aus dem Organisationsbuch der NSDAP geht hervor, dass den Gauleitungen je ein eigenes „Amt für Agrarpolitik“ angegliedert wurde („Amt für Agrarpolitik der Gauleitung“), die dem Reichsamt direkt untergeordnet waren, wobei der „landwirtschaftliche Gaufachberater“ als „Amtsleiter der Gauleitung“ fungierte und die Hauptstellen der Ämter analog den Ämtern im Reichsamt eingerichtet wurden. Weitere, sich fachlich unterstehende Dienststellen wurden nicht zugelassen. Der jeweils zuständige Gauleiter für diese Ämter, der stets als ein „Hoheitsträger“ galt, war „disziplinär übergeordnet“ (wie auch die Kreisleiter gegenüber den LKF und die Ortsgruppen- bzw. Stützpunktleiter gegenüber den LOF). Speziell gliederte sich ein Amt für Agrarpolitik in den Geschäftsstellenleiter, die Abschnittsfachberater und die zur Bearbeitung errichteten Hauptstellen. Fachlich unterstellt wurden den Hauptstellen die „landwirtschaftlichen Kreisfachberater und diesen die Ortsgruppen bzw. Stützpunktfachberater (LKF. und LOF.)“. Letztere wurden „nur bei Notwendigkeit“ eingesetzt. Die LKF waren gleichsam Amtsleiter der Kreisleitung, wobei sie dem Kreisleiter als agrarpolitische Berater zur Seite standen. Dasselbe galt für die LOF bzw. Stützpunktfachberater, die den jeweiligen Ortsgruppen- oder Stützpunktleitern zugeordnet waren. Eine Sonderstellung in diesem Behördenapparat nahm das „Amt für Forstwirtschaft“ ein, das 1934 als eine selbständige Dienststelle der Reichsleitung eingerichtet wurde und unter der Führung von Hermann Göring stand. Die Dienststellen dieses Amtes in den Gauen und Kreisen, die unter anderen für das Forst- und Jagdwesen zuständig waren, arbeiteten ebenso im Aufgabenbereich der landwirtschaftlichen Fachberater.
Dem Organisationsbuch der NSDAP aus dem Jahre 1937 lässt sich der eng hergestellte Bezug des neuen Reichsamtes zur „Partei“ (im Unterschied zum „Staat“) entnehmen. So heißt es dort: „Der Leiter des Reichsamtes für Agrarpolitik bearbeitet selbständig und verantwortlich die Agrarpolitik der NSDAP. im Rahmen der ihm vom Führer gewiesenen Richtlinien.“ Die Aufgaben des Amtes wurden im Organisationsbuch wie folgt angegeben: „a) Agrarpolitische Beratung des Führers bzw. seines Stellvertreters. b) Verwaltungsmäßige Be- und Verarbeitung des Notwendigen zur agrarpolitischen Beratung des Führers und für die Leitung des Reichsamtes. c) Fachpolitische Führerschulung. d) Führerauslese (betr. die für die agrarpolitischen Dienststellen gegebenen Voraussetzungen). Zu diesem Zweck wird eine Führerkartei der Parteigenossen geführt, die in den agrarpolitischen Dienststellen aller Hoheitsgebiete tätig sind. Es werden laufend außerdem auch sämtliche nicht mehr aktiven bzw. unmittelbar tätigen Fachberater aller Hoheitsgebiete geführt. e) Leitung des Agrarpolitischen Apparats. Im Agrarpolitischen Apparat (AA.) werden jene Mitarbeiter, die bereits vor der Machtübernahme (30.1.1933) dort tätig waren, und Parteigenossen, die einstens als landw. Gau-, Abschnitts-, Kreis-, Ortsgruppen-Fachberater bestätigt wurden, aber nicht mehr unmittelbar tätig sind, nach erwiesener Bewährung geführt. Geschäftsmäßig wird der AA vom Leiter des Amtes für Personal und Organisation geführt. f) Fertig- und Zurverfügungstellung des agrarpolitischen Rüstzeugs für alle Dienststellen und Gliederungen der NSDAP. g) Leitung des parteiamtlichen agrarpolitischen Nachrichtenblattes der NSDAP., der „NS.-Landpost“, zur Aufklärung der Öffentlichkeit. h) Zusammenarbeit mit den Dienststellen des Reichs- und Preußischen Ministeriums für Ernährung und Landwirtschaft und des Reichsnährstandes (mittelbare Betreuung). i) Beständige Sorge für volles Verständnis – nicht nur der gesamten Bauernschaft, sondern auch aller anderen Volksgenossen – für die agrarpolitische Maßnahmen der Regierung und des Reichsnährstandes (der ständischen Vertretung der Landwirtschaft).“
Am 16. Mai 1942 verfügte Hitler, dass Darré „bis auf weiteres von seinem Amt als Leiter des Reichsamtes für Agrarpolitik in der Reichsleitung der NSDAP“ beurlaubt und die Geschäftsführung an Herbert Backe übertragen werde. Nur wenige Wochen später, am 24. August 1942, wurde das Reichsamt per Verfügung von Hitler erneut umbenannt. Mit sofortiger Wirkung erhielt es fortan die Bezeichnung „Reichsamt für das Landvolk“. Alle „nachgeordneten Ämter in Gauen und Kreisen“ hießen seitdem dementsprechend „Amt für das Landvolk“. Die sich anschließenden Umorganisationsmaßnahmen von Backe im Reichsamt brachten insgesamt allerdings nicht den erwünschten Erfolg. In den letzten Kriegsjahren konnten keine neue Nahrungsressourcen erschlossen werden.
Mit dem Kontrollratsgesetz Nr. 2 vom 10. Oktober 1945 wurde das Reichsamt für das Landvolk durch den Alliierten Kontrollrat verboten und dessen Eigentum beschlagnahmt.